# Biotoecus dicentrarchus
Biotoecus dicentrarchus är en fiskart som beskrevs av Kullander, 1989. Biotoecus dicentrarchus ingår i släktet Biotoecus och familjen Cichlidae. Inga underarter finns listade.